# Indtryk. Solopgang
Indtryk. Solopgang (fransk: Impression, soleil levant) er et maleri af Claude Monet. Maleriet blev udstillet på det, der blev kendt som "impressionisternes udstillinger" i april 1874. Maleriet anses for det, der gav navn til den impressionistiske bevægelse. Indtryk. Solopgang skildrer havnen i Le Havre, Monets hjemby, og er hans mest berømte maleri af havnen.

## Historie
Monet besøgte sin hjemby i Le Havre i det nordvestlige Frankrig i 1872, og han skabte seks malerier af havnen i Le Havre "i løbet af dagen": dag, skumring og mørke og fra forskellige vinkler, nogle fra vandet og andre fra et hotelværelse, hvor man kigger ned over havnen".
Indtryk. Solopgang blev det berømteste af de seks, efter udstillingen i april 1874 i Paris af kollektivet "Malere, Billedhuggere, Fotografer osv. Inc." Blandt de 30 deltagere var ledende kunstnere som Monet, Degas, Pissarro, Renoir og Sisley. Over 200 værker var udstillet, og de blev set af ca. 4.000 bl.a. af nogle ret skeptiske kritikere.
Maleriet blev stjålet fra Musée Marmottan Monet af Philippe Jamin og Youssef Khimoun i 1985. Det blev fundet igen i 1990 og har siden 1991 atter været udstillet på museet.

## Indtrykog impressionisme
Monet hævdede, at han gav maleriet Indtryk. Solopgang dets titel på grund af motivets tågede stil: "De spurgte mig om jeg havde en titel på værket til brug i kataloget. Man kunne ikke rigtig bruge "en skildring af Le Havre", så jeg sagde: 'Skriv at titlen er Indtryk (fransk: Impression)'.'" Udover denne forklaring på værkets titel, hævder kunsthistorikeren Paul Smith, at Monet kunne have navngivet maleriet Indtryk for at imødegå beskyldninger om, at hans maleri var ufærdigt eller manglede beskrivende detaljer, men Monet fik alligevel den kritik.
Skønt maleriets titel lader til at være valgt i hast, så det kunne anvendes i kataloget, var udtrykket "Impressionisme" ikke ny. Det havde været brugt et stykke tid om malerier fra Barbizon-skolens virkemidler. Både Daubigny og Manet var tilknyttet skolen, og de var kendt for at bruge udtrykket til at beskrive deres værker.
Kritikeren Louis Leroys anmeldelse af "Impressionist-udstillingen i 1874" i avisen Le Charivari brugte udtrykket "Impressionisme" om den nye kunstretning, der blev udstillet. Han skrev, at et typisk eksempel på retningen var Monets maleri, der indeholdt udtrykket i titlen.
Før 1860'erne og ved den første udstilling af Indtryk. Solopgang blev udtrykket "impressionisme" anvendt til at beskrive den virkning, et naturmotiv havde på malere, og den virkning et maleri havde på beskueren. Fra 1860'erne blev "Impressionisme" benyttet om et maleri, der gav den effekt, men efterhånden blev impressionisme anvendt om bevægelsen generelt.
I første omgang blev impressionisme brugt for at beskrive og miskreditere en bevægelse, og begrebet "blev straks anvendt af alle parter" for at beskrive stilen og Monets Indtryk. Solopgang anses for at markere begyndelsen på bevægelsen, samt at være ophavet til dens navn.

## Emne og fortolkning
Motivet for Indtryk. Solopgang er havnen i Le Havre ved solopgang. De to små robåde i forgrunden og den røde sol er de centrale elementer. I midten ses flere fiskerbåde, mens der i baggrundens venstre side ses klipper og skibe med høje master. Bag dem ses andre utydelige figurer, der "ikke er træer, men fragtbåde og dampskibsskorstene. Til højre i det fjerne er der flere master og skorstene, der ses som silhuetter mod himlen." For at fremhæve disse tegn på industri fjernede Monet nogle huse på kajens venstre side, hvad der lader baggrunden uforstyrret.
Efter Frankrigs nederlag i den Fransk-Preussiske Krig 1870-71 blev genrejsningen af Frankrig bl.a. eksemplificeret af den blomstrende havn i Le Havre. Kunsthistorikeren Paul Tucker antyder, at kontrasten mellem elementer som dampskibe og kraner i baggrunden og fiskerne i forgrunden skildrer de politiske konsekvenser: "Monet har måske set dette maleri af et meget handelspræget område som et svar på efterkrigstidens opfordringer til at tænke patriotisk og kunst, der kunne vise vejen. For selv om maleriet er et digt af lys og atmosfære, kan det også ses som en hyldest til et genrejst Frankrigs magt og skønhed."
Skildringen af Monets hjemby handels- og industricentret, le Havre, hylder "landets fornyede styrke og skønhed... Monets ultimative utopiske erklæring." Kunst der viser Frankrigs genrejsning og Monets skildring af solopgangen over Le Havres, afspejler Frankrigs genrejsning.

## Stil
Det disede motiv fjernede sig fra det traditionelle landskabsmaleri og klassisk, idealiseret skønhed. Paul Smith antydede, at Monet med denne stil prøvede at udtrykke "andre ideer om kunstnerisk kvalitet, som kan være bundet til ideologier, der var stærke i det nye borgerskab, hvorfra Monet kom." Løse penselstrøg antyder motivet mere end det reproducerer virkeligheden og viser den spirende impressionistiske bevægelse. I kølvandet på den nylige industrialisering i Frankrig er stilen et udtryk for den nyskabende individualitet. Derfor hævder Smith, at Indtryk. Solopgang handler om Monets søgen efter det spontane udtryk, men styret af klart definerede, og historisk bestemte ideer om, hvad et spontant udtryk var."

### Farve
Monet gjorde en række forstudier til værket på sit hotelværelse. De blev udført på et lærred grundet med gråt i forskellige nuancer. Den lagdelte effekt giver dybde på trods af de upræcise detaljer og skaber et rigt og håndgribeligt miljø, der minder om Le Havre, selv om der ikke er tale om en eksakt lighed. Gordon og Forge diskuterer grænserne og brugen af farver i Indtryk. Solopgang, og de hævder, at
himlen og vandet knap nok kan skelnes. Grænserne mellem objekterne er ikke klare, og malingen "bliver stedet," og malingens farver blandes sammen i "sin mørke, uigennemsigtige enhed, dets tågede tomhed, dets karakterløse, forventningsfulde tomhed, som for maleren ligner et tomt, uforanderligt lærred." De bemærker at nuancer af blå-grå og orange skærer gennem tågen, og at de "er som sidste-øjebliks-åbenbaringer, der afventer at de særlige strejf af orange brænder sig vej gennem tågen og baner sig vej gennem vandet og Monets øje, mens selve lærredet er fyldt med det tågede rum udenfor, klar til at modtage det."

### Luminans
Selv om det kan virke som om at solen er det lysstærkeste område på lærredet, har den målt med et spektrofotometer samme lysstyrke (eller luminans) som himlen. Dr. Margaret Livingstone, professor i neurobiologi ved Harvard University, udtalte, "På en sort/hvid kopi af Indtryk. Solopgang forsvinder Solen næsten helt."
Hun udtalte også, at det giver maleriet et meget realistisk udtryk, da den ældre del af den visuelle kortex — der er fælles for de fleste andre pattedyr — kun opfatter lys, og ikke farve, således at solen på maleriet vil være usynlige for den, mens det kun er den nyere del af den visuelle kortex, der kun findes hos mennesker og primater — der opfatter farver.

## Kritik
De fleste kritikere mente ikke, at Indtryk. Solopgang var et af de mest bemærkelsesværdige værker på Impressionist-udstillingen; det blev kun drøftet kort fem gange i anmeldelserne af udstillingen. Anmeldelserne af udstillingen og Monets maleri giver dog et indblik i udviklingen af bevægelsen og Monets arbejde og udvikling som kunstner.
Philippe Burty skrev om åbningen af udstillingen i La République Française: Han roser den måde stemningen i rummet og malerierne arbejder sammen: "væggene i rummene er dækket af brunligt-rødt uldstof, der er yderst velegnet til malerier. Dagslyset kommer ind i lokalerne fra siden på samme måde, som det gør det i lejligheder."
Men denne idylliske beskrivelse af udstillingen blev ikke delt af alle kritikere. Louis Leroy, der skrev for Le Charivari, citeres ofte for sin anmeldelse af Monets arbejde. Hans artikel "Impressionistisk Udstilling" er skrevet som en dialog om det imaginære perspektiv med en traditionel maler, der er chokeret over Monet og hans kollegers arbejde:
""Ah! Det er det, det er det!: råbte han foran nummer 98. "Dette er en af Papa Vincents favoritter! Hvad er dette et maleri af? Kig i kataloget.'
'Indtryk. Solopgang.'
"Indtryk--jeg vidste det. Som jeg netop sagde til mig selv, hvis jeg får et indtryk af det, så må der være et indtryk i det... Og hvilken frihed, hvilken lethed i penselstrøgene! Selv tapet i sin ufærdige tilstand kræver mere arbejde end dette marinemaleri!"
Leroys anmeldelse af Indtryk. Solopgang bliver ofte angivet som første gang, begrebet impressionisme blev anvendt.
Jules Castagnary skrev for Le Siècle, at malerne kun kunne beskrives med det nye udtryk impressionister, eftersom de gengav "den følelse der blev fremkaldt af landskabet" snarere end landskabet i sig selv. Han hævdede at "selve udtrykket indgår i deres sprog: ikke landskabet, men indtrykket, som i katalogets titel på hr. Monets Solopgang. Betragtet fra dette synspunkt, har de ladt virkelighed bag sig for at hengive sig en verden af ren idealisme", arketypisk udtrykt i Monets Indtryk. Solopgang.
Théodore Duret skrev, at de idealiserede gengivelser af indtryk i stedet for landskaber, er indbegrebet af Monets arbejde og den impressionistiske bevægelse. I betragtning af Indtryk. Solopgang og Monets arbejde efter 1874-udstillingen, skrev Duret, at "det er helt sikkert, at de særegne træk ved Claude Monets malerier var de første, der antydede [begrebet impressionisme]". Duret hævdede, at "Monet er den impressionistiske maler par excellence", Duret gjorde gældende, at Monet inspirerede til en ny måde at se og male på, og at Monet "ikke længere malede ubevægelige og permanente aspekter af et landskab, men også de flygtige indtryk som atmosfærens tilfældigheder giver ham. Monet formidler en usædvanlig levende og markant følelse af motivet" 

## Monet efterIndtryk
I et interview med Maurice Guillemot i La Revue Illustrée reflekterede Monet over sin håndtering af et landskab som havnen i Le Havre set i lyset af bevægelsen og impressionist-udstillingen i 1874: "Et landskab giver kun et flygtigt indtryk, derfor etiketten-- alt sammen, for den sags skyld, på grund af mig. Jeg havde indsendt noget, jeg havde set gennem mit vindue i Le Havre: sollys i tågen, med et par master, der stikker op fra skibe nedenfor, i forgrunden. De ønskede en titel til kataloget, det var ikke rigtig passende at nøjes med "et billede af Le Havre", så jeg svarede: "Skriv Indtryk." Det fik de impressionisme ud af og vittighederne spredte sig...."
Efter 1874 og impressionist-bevægelsens opblomstring, mindedes Monet Indtryk. Solopgang ved at give andre værker lignende titler. De andre værker mindede om Indtryk. Solopgang i stil og indflydelse, selv om motiverne var forskellige. Eksempler på værker med lignende titler er Effet de brouillard, impression fra 1879, L'Impression i 1883, Have ved Bordighera, impression af morgen i 1884, Marine (impression) i 1887 og Fumées dans le brouillard, impression i 1904. Disse værker lod til at være en fortsættelse af hans Le Havre motiver, "en af den række af malerier, hvor han prøver at indfange de allermest flygtige naturfænomener, illustrerer hans kunstneriske virtuositet." Den gentagne brug af titlen Indtryk.Solopgang men også stilistiske referencer, og de senere malerier er ligeledes "meget kortfattede og enkle og anvender især disede eller tågede efekter" der er specielt karakteristiske for Monets impressionisme.
Skønt bevægelsen og maleriet i begyndelsen skabte kontroverser, var Monets Indtryk. Solopgang ophav til navnet og anerkendelsen af impressionistbevægelsen. Værket eller kunstneren er uden tvivl de bedste repræsentanter for impressionistbevægelsen som et hele, i stil, motiv og betydning.

## Monets skildringer af havnen i Le Havre
- Havet, til Le Havre 1868
- Indgangen til Havnen i Le Havre 1870
- Indtryk, Solopgang 1872
- "Sunrise (Marine)" 1873
- Le Bassin du Commerce, Le Havre, 1874
- Le Havre, Bâteaux de Peche Sortant du Port 1874
- Havnen i Le Havre 1874